# هولون
هولون یکی از سه شبه‌ذره‌ای است که از شکافته شدن الکترون‌ها در جامدات در حین فرایند جداسازی اسپین-بار در فشردگی بالا و دمای نزدیک به صفر مطلق، پدید می‌آید. دو ذره دیگر اوربیتون و اسپینون هستند. الکترون را می‌توان از لحاظ نظری حالت‌های مقیدی از این سه دانست که اسپینون، حامل اسپین الکترون، اوربیتون، حامل مکان مداری و هولون حامل بار است، اما در شرایط ویژه، این سه می‌توانند نامقید شوند و به عنوان ذرات مستقل عمل کنند.

## بررسی کلی
الکترون‌ها یکدیگر را به دلیل داشتن بارهای همنوع دفع می‌کنند. در نتیجه برای اینکه در یک محیط بسیار شلوغ از کنار هم بگذرند، مجبور می‌شوند رفتارشان را تغییر دهند. پژوهشی که در ژوئیه ۲۰۰۹ توسط دانشگاه کمبریج و دانشگاه بیرمنگام در انگلیس انجام شد، نشان داد که الکترون‌ها می‌توانند با تونل‌زنی کوانتومی از سطح فلزات روی یکسیم کوانتومیکه نزدیک به فلز واقع شده، بپرند و به محض پریدن به دو شبه‌ذره تقسیم می‌شوند که توسط پژوهشگران اسپینون و هولون نامیده شدند.
اوربیتون به شکل نظری توسط وندر برینک، خمسکی و ساواتزکی در سال ۱۹۹۷-۱۹۹۸ پیش‌بینی شد. مشاهده تجربی آن به شکل یک شبه‌ذره مجزا در مقاله‌ای که در سپتامبر ۲۰۱۱ منتشر شد، گزارش شده‌بود
. پژوهش نشان داد که با انتشار پرتوی از فوتون‌ها پرتو ایکس به یک تک الکترون در نمونه یک بعدی کوپرات استرونتیوم، الکترون‌ها را به اوربیتال بالاتر برانگیخته می‌کند و باعث می‌شود پرتو کمی انرژی از دست بدهد. در طی آن الکترون به اسپینون و اوربیتون شکافته می‌شود. ردیابی آن با استفاده از مشاهده انرژی و تکانه پرتوهای ایکس، قبل و بعد از تصادم، امکان‌پذیر است.